# La Bastide-de-Sérou
La Bastide-de-Sérou en francés y oficialmente, La Bastida de Seron en occitano, es una localidad y comuna francesa, situada en el departamento del Ariège en la región de Mediodía-Pirineos, en el Prepirineo francés.
A sus habitantes se les conoce por el gentilicio en francés Bastidiens.
Es una bastida de la Edad Media.

## Demografía
| 2 132 | 1 830 | 2 600 | 2 669 | 2 865 | 2 858 | 2 944 | 2 987 | 2 710 | 2 717 | 2 781 | 2 889 | 2 865 | 2 671 | 2 591 | 2 504 | 2 505 | 2 539 | 2 519 | 2 528 | 1 704 | 1 634 | 1 398 | 1 334 | 1 190 | 1 149 | 1 028 | 962 | 941 | 962 | 933 | 907 | 943 |
| Para los censos de 1962 a 1999 la población legal corresponde a la población sin duplicidades (Fuente: INSEE [Consultar]) |       |       |       |       |       |       |       |       |       |       |       |       |       |       |       |       |       |       |       |       |       |       |       |       |       |       |     |     |     |     |     |     |

## Personalidades ligadas a la comuna
- Mathilde Mir, escritora y miembro de la Resistencia francesa.[3]